# Turochamp
|   | a | b | c | d | e | f | g | h |   |
| 8 | a8 torre del nero · d8 donna del nero · e8 re del nero · h8 torre del nero · a7 pedone del nero · b7 pedone del nero · c7 pedone del nero · f7 pedone del nero · g7 pedone del nero · h7 pedone del nero · d6 pedone del nero · f6 cavallo del nero · b5 alfiere del bianco · d5 pedone del bianco · e5 pedone del nero · h5 alfiere del nero · a4 pedone del bianco · b4 alfiere del nero · e4 pedone del bianco · h4 pedone del bianco · c3 cavallo del bianco · f3 pedone del bianco · b2 pedone del bianco · c2 pedone del bianco · d2 alfiere del bianco · f2 pedone del bianco · a1 torre del bianco · d1 donna del bianco · e1 re del bianco · h1 torre del bianco | a8 torre del nero · d8 donna del nero · e8 re del nero · h8 torre del nero · a7 pedone del nero · b7 pedone del nero · c7 pedone del nero · f7 pedone del nero · g7 pedone del nero · h7 pedone del nero · d6 pedone del nero · f6 cavallo del nero · b5 alfiere del bianco · d5 pedone del bianco · e5 pedone del nero · h5 alfiere del nero · a4 pedone del bianco · b4 alfiere del nero · e4 pedone del bianco · h4 pedone del bianco · c3 cavallo del bianco · f3 pedone del bianco · b2 pedone del bianco · c2 pedone del bianco · d2 alfiere del bianco · f2 pedone del bianco · a1 torre del bianco · d1 donna del bianco · e1 re del bianco · h1 torre del bianco | a8 torre del nero · d8 donna del nero · e8 re del nero · h8 torre del nero · a7 pedone del nero · b7 pedone del nero · c7 pedone del nero · f7 pedone del nero · g7 pedone del nero · h7 pedone del nero · d6 pedone del nero · f6 cavallo del nero · b5 alfiere del bianco · d5 pedone del bianco · e5 pedone del nero · h5 alfiere del nero · a4 pedone del bianco · b4 alfiere del nero · e4 pedone del bianco · h4 pedone del bianco · c3 cavallo del bianco · f3 pedone del bianco · b2 pedone del bianco · c2 pedone del bianco · d2 alfiere del bianco · f2 pedone del bianco · a1 torre del bianco · d1 donna del bianco · e1 re del bianco · h1 torre del bianco | a8 torre del nero · d8 donna del nero · e8 re del nero · h8 torre del nero · a7 pedone del nero · b7 pedone del nero · c7 pedone del nero · f7 pedone del nero · g7 pedone del nero · h7 pedone del nero · d6 pedone del nero · f6 cavallo del nero · b5 alfiere del bianco · d5 pedone del bianco · e5 pedone del nero · h5 alfiere del nero · a4 pedone del bianco · b4 alfiere del nero · e4 pedone del bianco · h4 pedone del bianco · c3 cavallo del bianco · f3 pedone del bianco · b2 pedone del bianco · c2 pedone del bianco · d2 alfiere del bianco · f2 pedone del bianco · a1 torre del bianco · d1 donna del bianco · e1 re del bianco · h1 torre del bianco | a8 torre del nero · d8 donna del nero · e8 re del nero · h8 torre del nero · a7 pedone del nero · b7 pedone del nero · c7 pedone del nero · f7 pedone del nero · g7 pedone del nero · h7 pedone del nero · d6 pedone del nero · f6 cavallo del nero · b5 alfiere del bianco · d5 pedone del bianco · e5 pedone del nero · h5 alfiere del nero · a4 pedone del bianco · b4 alfiere del nero · e4 pedone del bianco · h4 pedone del bianco · c3 cavallo del bianco · f3 pedone del bianco · b2 pedone del bianco · c2 pedone del bianco · d2 alfiere del bianco · f2 pedone del bianco · a1 torre del bianco · d1 donna del bianco · e1 re del bianco · h1 torre del bianco | a8 torre del nero · d8 donna del nero · e8 re del nero · h8 torre del nero · a7 pedone del nero · b7 pedone del nero · c7 pedone del nero · f7 pedone del nero · g7 pedone del nero · h7 pedone del nero · d6 pedone del nero · f6 cavallo del nero · b5 alfiere del bianco · d5 pedone del bianco · e5 pedone del nero · h5 alfiere del nero · a4 pedone del bianco · b4 alfiere del nero · e4 pedone del bianco · h4 pedone del bianco · c3 cavallo del bianco · f3 pedone del bianco · b2 pedone del bianco · c2 pedone del bianco · d2 alfiere del bianco · f2 pedone del bianco · a1 torre del bianco · d1 donna del bianco · e1 re del bianco · h1 torre del bianco | a8 torre del nero · d8 donna del nero · e8 re del nero · h8 torre del nero · a7 pedone del nero · b7 pedone del nero · c7 pedone del nero · f7 pedone del nero · g7 pedone del nero · h7 pedone del nero · d6 pedone del nero · f6 cavallo del nero · b5 alfiere del bianco · d5 pedone del bianco · e5 pedone del nero · h5 alfiere del nero · a4 pedone del bianco · b4 alfiere del nero · e4 pedone del bianco · h4 pedone del bianco · c3 cavallo del bianco · f3 pedone del bianco · b2 pedone del bianco · c2 pedone del bianco · d2 alfiere del bianco · f2 pedone del bianco · a1 torre del bianco · d1 donna del bianco · e1 re del bianco · h1 torre del bianco | a8 torre del nero · d8 donna del nero · e8 re del nero · h8 torre del nero · a7 pedone del nero · b7 pedone del nero · c7 pedone del nero · f7 pedone del nero · g7 pedone del nero · h7 pedone del nero · d6 pedone del nero · f6 cavallo del nero · b5 alfiere del bianco · d5 pedone del bianco · e5 pedone del nero · h5 alfiere del nero · a4 pedone del bianco · b4 alfiere del nero · e4 pedone del bianco · h4 pedone del bianco · c3 cavallo del bianco · f3 pedone del bianco · b2 pedone del bianco · c2 pedone del bianco · d2 alfiere del bianco · f2 pedone del bianco · a1 torre del bianco · d1 donna del bianco · e1 re del bianco · h1 torre del bianco | 8 |
| 7 | a8 torre del nero · d8 donna del nero · e8 re del nero · h8 torre del nero · a7 pedone del nero · b7 pedone del nero · c7 pedone del nero · f7 pedone del nero · g7 pedone del nero · h7 pedone del nero · d6 pedone del nero · f6 cavallo del nero · b5 alfiere del bianco · d5 pedone del bianco · e5 pedone del nero · h5 alfiere del nero · a4 pedone del bianco · b4 alfiere del nero · e4 pedone del bianco · h4 pedone del bianco · c3 cavallo del bianco · f3 pedone del bianco · b2 pedone del bianco · c2 pedone del bianco · d2 alfiere del bianco · f2 pedone del bianco · a1 torre del bianco · d1 donna del bianco · e1 re del bianco · h1 torre del bianco | a8 torre del nero · d8 donna del nero · e8 re del nero · h8 torre del nero · a7 pedone del nero · b7 pedone del nero · c7 pedone del nero · f7 pedone del nero · g7 pedone del nero · h7 pedone del nero · d6 pedone del nero · f6 cavallo del nero · b5 alfiere del bianco · d5 pedone del bianco · e5 pedone del nero · h5 alfiere del nero · a4 pedone del bianco · b4 alfiere del nero · e4 pedone del bianco · h4 pedone del bianco · c3 cavallo del bianco · f3 pedone del bianco · b2 pedone del bianco · c2 pedone del bianco · d2 alfiere del bianco · f2 pedone del bianco · a1 torre del bianco · d1 donna del bianco · e1 re del bianco · h1 torre del bianco | a8 torre del nero · d8 donna del nero · e8 re del nero · h8 torre del nero · a7 pedone del nero · b7 pedone del nero · c7 pedone del nero · f7 pedone del nero · g7 pedone del nero · h7 pedone del nero · d6 pedone del nero · f6 cavallo del nero · b5 alfiere del bianco · d5 pedone del bianco · e5 pedone del nero · h5 alfiere del nero · a4 pedone del bianco · b4 alfiere del nero · e4 pedone del bianco · h4 pedone del bianco · c3 cavallo del bianco · f3 pedone del bianco · b2 pedone del bianco · c2 pedone del bianco · d2 alfiere del bianco · f2 pedone del bianco · a1 torre del bianco · d1 donna del bianco · e1 re del bianco · h1 torre del bianco | a8 torre del nero · d8 donna del nero · e8 re del nero · h8 torre del nero · a7 pedone del nero · b7 pedone del nero · c7 pedone del nero · f7 pedone del nero · g7 pedone del nero · h7 pedone del nero · d6 pedone del nero · f6 cavallo del nero · b5 alfiere del bianco · d5 pedone del bianco · e5 pedone del nero · h5 alfiere del nero · a4 pedone del bianco · b4 alfiere del nero · e4 pedone del bianco · h4 pedone del bianco · c3 cavallo del bianco · f3 pedone del bianco · b2 pedone del bianco · c2 pedone del bianco · d2 alfiere del bianco · f2 pedone del bianco · a1 torre del bianco · d1 donna del bianco · e1 re del bianco · h1 torre del bianco | a8 torre del nero · d8 donna del nero · e8 re del nero · h8 torre del nero · a7 pedone del nero · b7 pedone del nero · c7 pedone del nero · f7 pedone del nero · g7 pedone del nero · h7 pedone del nero · d6 pedone del nero · f6 cavallo del nero · b5 alfiere del bianco · d5 pedone del bianco · e5 pedone del nero · h5 alfiere del nero · a4 pedone del bianco · b4 alfiere del nero · e4 pedone del bianco · h4 pedone del bianco · c3 cavallo del bianco · f3 pedone del bianco · b2 pedone del bianco · c2 pedone del bianco · d2 alfiere del bianco · f2 pedone del bianco · a1 torre del bianco · d1 donna del bianco · e1 re del bianco · h1 torre del bianco | a8 torre del nero · d8 donna del nero · e8 re del nero · h8 torre del nero · a7 pedone del nero · b7 pedone del nero · c7 pedone del nero · f7 pedone del nero · g7 pedone del nero · h7 pedone del nero · d6 pedone del nero · f6 cavallo del nero · b5 alfiere del bianco · d5 pedone del bianco · e5 pedone del nero · h5 alfiere del nero · a4 pedone del bianco · b4 alfiere del nero · e4 pedone del bianco · h4 pedone del bianco · c3 cavallo del bianco · f3 pedone del bianco · b2 pedone del bianco · c2 pedone del bianco · d2 alfiere del bianco · f2 pedone del bianco · a1 torre del bianco · d1 donna del bianco · e1 re del bianco · h1 torre del bianco | a8 torre del nero · d8 donna del nero · e8 re del nero · h8 torre del nero · a7 pedone del nero · b7 pedone del nero · c7 pedone del nero · f7 pedone del nero · g7 pedone del nero · h7 pedone del nero · d6 pedone del nero · f6 cavallo del nero · b5 alfiere del bianco · d5 pedone del bianco · e5 pedone del nero · h5 alfiere del nero · a4 pedone del bianco · b4 alfiere del nero · e4 pedone del bianco · h4 pedone del bianco · c3 cavallo del bianco · f3 pedone del bianco · b2 pedone del bianco · c2 pedone del bianco · d2 alfiere del bianco · f2 pedone del bianco · a1 torre del bianco · d1 donna del bianco · e1 re del bianco · h1 torre del bianco | a8 torre del nero · d8 donna del nero · e8 re del nero · h8 torre del nero · a7 pedone del nero · b7 pedone del nero · c7 pedone del nero · f7 pedone del nero · g7 pedone del nero · h7 pedone del nero · d6 pedone del nero · f6 cavallo del nero · b5 alfiere del bianco · d5 pedone del bianco · e5 pedone del nero · h5 alfiere del nero · a4 pedone del bianco · b4 alfiere del nero · e4 pedone del bianco · h4 pedone del bianco · c3 cavallo del bianco · f3 pedone del bianco · b2 pedone del bianco · c2 pedone del bianco · d2 alfiere del bianco · f2 pedone del bianco · a1 torre del bianco · d1 donna del bianco · e1 re del bianco · h1 torre del bianco | 7 |
| 6 | a8 torre del nero · d8 donna del nero · e8 re del nero · h8 torre del nero · a7 pedone del nero · b7 pedone del nero · c7 pedone del nero · f7 pedone del nero · g7 pedone del nero · h7 pedone del nero · d6 pedone del nero · f6 cavallo del nero · b5 alfiere del bianco · d5 pedone del bianco · e5 pedone del nero · h5 alfiere del nero · a4 pedone del bianco · b4 alfiere del nero · e4 pedone del bianco · h4 pedone del bianco · c3 cavallo del bianco · f3 pedone del bianco · b2 pedone del bianco · c2 pedone del bianco · d2 alfiere del bianco · f2 pedone del bianco · a1 torre del bianco · d1 donna del bianco · e1 re del bianco · h1 torre del bianco | a8 torre del nero · d8 donna del nero · e8 re del nero · h8 torre del nero · a7 pedone del nero · b7 pedone del nero · c7 pedone del nero · f7 pedone del nero · g7 pedone del nero · h7 pedone del nero · d6 pedone del nero · f6 cavallo del nero · b5 alfiere del bianco · d5 pedone del bianco · e5 pedone del nero · h5 alfiere del nero · a4 pedone del bianco · b4 alfiere del nero · e4 pedone del bianco · h4 pedone del bianco · c3 cavallo del bianco · f3 pedone del bianco · b2 pedone del bianco · c2 pedone del bianco · d2 alfiere del bianco · f2 pedone del bianco · a1 torre del bianco · d1 donna del bianco · e1 re del bianco · h1 torre del bianco | a8 torre del nero · d8 donna del nero · e8 re del nero · h8 torre del nero · a7 pedone del nero · b7 pedone del nero · c7 pedone del nero · f7 pedone del nero · g7 pedone del nero · h7 pedone del nero · d6 pedone del nero · f6 cavallo del nero · b5 alfiere del bianco · d5 pedone del bianco · e5 pedone del nero · h5 alfiere del nero · a4 pedone del bianco · b4 alfiere del nero · e4 pedone del bianco · h4 pedone del bianco · c3 cavallo del bianco · f3 pedone del bianco · b2 pedone del bianco · c2 pedone del bianco · d2 alfiere del bianco · f2 pedone del bianco · a1 torre del bianco · d1 donna del bianco · e1 re del bianco · h1 torre del bianco | a8 torre del nero · d8 donna del nero · e8 re del nero · h8 torre del nero · a7 pedone del nero · b7 pedone del nero · c7 pedone del nero · f7 pedone del nero · g7 pedone del nero · h7 pedone del nero · d6 pedone del nero · f6 cavallo del nero · b5 alfiere del bianco · d5 pedone del bianco · e5 pedone del nero · h5 alfiere del nero · a4 pedone del bianco · b4 alfiere del nero · e4 pedone del bianco · h4 pedone del bianco · c3 cavallo del bianco · f3 pedone del bianco · b2 pedone del bianco · c2 pedone del bianco · d2 alfiere del bianco · f2 pedone del bianco · a1 torre del bianco · d1 donna del bianco · e1 re del bianco · h1 torre del bianco | a8 torre del nero · d8 donna del nero · e8 re del nero · h8 torre del nero · a7 pedone del nero · b7 pedone del nero · c7 pedone del nero · f7 pedone del nero · g7 pedone del nero · h7 pedone del nero · d6 pedone del nero · f6 cavallo del nero · b5 alfiere del bianco · d5 pedone del bianco · e5 pedone del nero · h5 alfiere del nero · a4 pedone del bianco · b4 alfiere del nero · e4 pedone del bianco · h4 pedone del bianco · c3 cavallo del bianco · f3 pedone del bianco · b2 pedone del bianco · c2 pedone del bianco · d2 alfiere del bianco · f2 pedone del bianco · a1 torre del bianco · d1 donna del bianco · e1 re del bianco · h1 torre del bianco | a8 torre del nero · d8 donna del nero · e8 re del nero · h8 torre del nero · a7 pedone del nero · b7 pedone del nero · c7 pedone del nero · f7 pedone del nero · g7 pedone del nero · h7 pedone del nero · d6 pedone del nero · f6 cavallo del nero · b5 alfiere del bianco · d5 pedone del bianco · e5 pedone del nero · h5 alfiere del nero · a4 pedone del bianco · b4 alfiere del nero · e4 pedone del bianco · h4 pedone del bianco · c3 cavallo del bianco · f3 pedone del bianco · b2 pedone del bianco · c2 pedone del bianco · d2 alfiere del bianco · f2 pedone del bianco · a1 torre del bianco · d1 donna del bianco · e1 re del bianco · h1 torre del bianco | a8 torre del nero · d8 donna del nero · e8 re del nero · h8 torre del nero · a7 pedone del nero · b7 pedone del nero · c7 pedone del nero · f7 pedone del nero · g7 pedone del nero · h7 pedone del nero · d6 pedone del nero · f6 cavallo del nero · b5 alfiere del bianco · d5 pedone del bianco · e5 pedone del nero · h5 alfiere del nero · a4 pedone del bianco · b4 alfiere del nero · e4 pedone del bianco · h4 pedone del bianco · c3 cavallo del bianco · f3 pedone del bianco · b2 pedone del bianco · c2 pedone del bianco · d2 alfiere del bianco · f2 pedone del bianco · a1 torre del bianco · d1 donna del bianco · e1 re del bianco · h1 torre del bianco | a8 torre del nero · d8 donna del nero · e8 re del nero · h8 torre del nero · a7 pedone del nero · b7 pedone del nero · c7 pedone del nero · f7 pedone del nero · g7 pedone del nero · h7 pedone del nero · d6 pedone del nero · f6 cavallo del nero · b5 alfiere del bianco · d5 pedone del bianco · e5 pedone del nero · h5 alfiere del nero · a4 pedone del bianco · b4 alfiere del nero · e4 pedone del bianco · h4 pedone del bianco · c3 cavallo del bianco · f3 pedone del bianco · b2 pedone del bianco · c2 pedone del bianco · d2 alfiere del bianco · f2 pedone del bianco · a1 torre del bianco · d1 donna del bianco · e1 re del bianco · h1 torre del bianco | 6 |
| 5 | a8 torre del nero · d8 donna del nero · e8 re del nero · h8 torre del nero · a7 pedone del nero · b7 pedone del nero · c7 pedone del nero · f7 pedone del nero · g7 pedone del nero · h7 pedone del nero · d6 pedone del nero · f6 cavallo del nero · b5 alfiere del bianco · d5 pedone del bianco · e5 pedone del nero · h5 alfiere del nero · a4 pedone del bianco · b4 alfiere del nero · e4 pedone del bianco · h4 pedone del bianco · c3 cavallo del bianco · f3 pedone del bianco · b2 pedone del bianco · c2 pedone del bianco · d2 alfiere del bianco · f2 pedone del bianco · a1 torre del bianco · d1 donna del bianco · e1 re del bianco · h1 torre del bianco | a8 torre del nero · d8 donna del nero · e8 re del nero · h8 torre del nero · a7 pedone del nero · b7 pedone del nero · c7 pedone del nero · f7 pedone del nero · g7 pedone del nero · h7 pedone del nero · d6 pedone del nero · f6 cavallo del nero · b5 alfiere del bianco · d5 pedone del bianco · e5 pedone del nero · h5 alfiere del nero · a4 pedone del bianco · b4 alfiere del nero · e4 pedone del bianco · h4 pedone del bianco · c3 cavallo del bianco · f3 pedone del bianco · b2 pedone del bianco · c2 pedone del bianco · d2 alfiere del bianco · f2 pedone del bianco · a1 torre del bianco · d1 donna del bianco · e1 re del bianco · h1 torre del bianco | a8 torre del nero · d8 donna del nero · e8 re del nero · h8 torre del nero · a7 pedone del nero · b7 pedone del nero · c7 pedone del nero · f7 pedone del nero · g7 pedone del nero · h7 pedone del nero · d6 pedone del nero · f6 cavallo del nero · b5 alfiere del bianco · d5 pedone del bianco · e5 pedone del nero · h5 alfiere del nero · a4 pedone del bianco · b4 alfiere del nero · e4 pedone del bianco · h4 pedone del bianco · c3 cavallo del bianco · f3 pedone del bianco · b2 pedone del bianco · c2 pedone del bianco · d2 alfiere del bianco · f2 pedone del bianco · a1 torre del bianco · d1 donna del bianco · e1 re del bianco · h1 torre del bianco | a8 torre del nero · d8 donna del nero · e8 re del nero · h8 torre del nero · a7 pedone del nero · b7 pedone del nero · c7 pedone del nero · f7 pedone del nero · g7 pedone del nero · h7 pedone del nero · d6 pedone del nero · f6 cavallo del nero · b5 alfiere del bianco · d5 pedone del bianco · e5 pedone del nero · h5 alfiere del nero · a4 pedone del bianco · b4 alfiere del nero · e4 pedone del bianco · h4 pedone del bianco · c3 cavallo del bianco · f3 pedone del bianco · b2 pedone del bianco · c2 pedone del bianco · d2 alfiere del bianco · f2 pedone del bianco · a1 torre del bianco · d1 donna del bianco · e1 re del bianco · h1 torre del bianco | a8 torre del nero · d8 donna del nero · e8 re del nero · h8 torre del nero · a7 pedone del nero · b7 pedone del nero · c7 pedone del nero · f7 pedone del nero · g7 pedone del nero · h7 pedone del nero · d6 pedone del nero · f6 cavallo del nero · b5 alfiere del bianco · d5 pedone del bianco · e5 pedone del nero · h5 alfiere del nero · a4 pedone del bianco · b4 alfiere del nero · e4 pedone del bianco · h4 pedone del bianco · c3 cavallo del bianco · f3 pedone del bianco · b2 pedone del bianco · c2 pedone del bianco · d2 alfiere del bianco · f2 pedone del bianco · a1 torre del bianco · d1 donna del bianco · e1 re del bianco · h1 torre del bianco | a8 torre del nero · d8 donna del nero · e8 re del nero · h8 torre del nero · a7 pedone del nero · b7 pedone del nero · c7 pedone del nero · f7 pedone del nero · g7 pedone del nero · h7 pedone del nero · d6 pedone del nero · f6 cavallo del nero · b5 alfiere del bianco · d5 pedone del bianco · e5 pedone del nero · h5 alfiere del nero · a4 pedone del bianco · b4 alfiere del nero · e4 pedone del bianco · h4 pedone del bianco · c3 cavallo del bianco · f3 pedone del bianco · b2 pedone del bianco · c2 pedone del bianco · d2 alfiere del bianco · f2 pedone del bianco · a1 torre del bianco · d1 donna del bianco · e1 re del bianco · h1 torre del bianco | a8 torre del nero · d8 donna del nero · e8 re del nero · h8 torre del nero · a7 pedone del nero · b7 pedone del nero · c7 pedone del nero · f7 pedone del nero · g7 pedone del nero · h7 pedone del nero · d6 pedone del nero · f6 cavallo del nero · b5 alfiere del bianco · d5 pedone del bianco · e5 pedone del nero · h5 alfiere del nero · a4 pedone del bianco · b4 alfiere del nero · e4 pedone del bianco · h4 pedone del bianco · c3 cavallo del bianco · f3 pedone del bianco · b2 pedone del bianco · c2 pedone del bianco · d2 alfiere del bianco · f2 pedone del bianco · a1 torre del bianco · d1 donna del bianco · e1 re del bianco · h1 torre del bianco | a8 torre del nero · d8 donna del nero · e8 re del nero · h8 torre del nero · a7 pedone del nero · b7 pedone del nero · c7 pedone del nero · f7 pedone del nero · g7 pedone del nero · h7 pedone del nero · d6 pedone del nero · f6 cavallo del nero · b5 alfiere del bianco · d5 pedone del bianco · e5 pedone del nero · h5 alfiere del nero · a4 pedone del bianco · b4 alfiere del nero · e4 pedone del bianco · h4 pedone del bianco · c3 cavallo del bianco · f3 pedone del bianco · b2 pedone del bianco · c2 pedone del bianco · d2 alfiere del bianco · f2 pedone del bianco · a1 torre del bianco · d1 donna del bianco · e1 re del bianco · h1 torre del bianco | 5 |
| 4 | a8 torre del nero · d8 donna del nero · e8 re del nero · h8 torre del nero · a7 pedone del nero · b7 pedone del nero · c7 pedone del nero · f7 pedone del nero · g7 pedone del nero · h7 pedone del nero · d6 pedone del nero · f6 cavallo del nero · b5 alfiere del bianco · d5 pedone del bianco · e5 pedone del nero · h5 alfiere del nero · a4 pedone del bianco · b4 alfiere del nero · e4 pedone del bianco · h4 pedone del bianco · c3 cavallo del bianco · f3 pedone del bianco · b2 pedone del bianco · c2 pedone del bianco · d2 alfiere del bianco · f2 pedone del bianco · a1 torre del bianco · d1 donna del bianco · e1 re del bianco · h1 torre del bianco | a8 torre del nero · d8 donna del nero · e8 re del nero · h8 torre del nero · a7 pedone del nero · b7 pedone del nero · c7 pedone del nero · f7 pedone del nero · g7 pedone del nero · h7 pedone del nero · d6 pedone del nero · f6 cavallo del nero · b5 alfiere del bianco · d5 pedone del bianco · e5 pedone del nero · h5 alfiere del nero · a4 pedone del bianco · b4 alfiere del nero · e4 pedone del bianco · h4 pedone del bianco · c3 cavallo del bianco · f3 pedone del bianco · b2 pedone del bianco · c2 pedone del bianco · d2 alfiere del bianco · f2 pedone del bianco · a1 torre del bianco · d1 donna del bianco · e1 re del bianco · h1 torre del bianco | a8 torre del nero · d8 donna del nero · e8 re del nero · h8 torre del nero · a7 pedone del nero · b7 pedone del nero · c7 pedone del nero · f7 pedone del nero · g7 pedone del nero · h7 pedone del nero · d6 pedone del nero · f6 cavallo del nero · b5 alfiere del bianco · d5 pedone del bianco · e5 pedone del nero · h5 alfiere del nero · a4 pedone del bianco · b4 alfiere del nero · e4 pedone del bianco · h4 pedone del bianco · c3 cavallo del bianco · f3 pedone del bianco · b2 pedone del bianco · c2 pedone del bianco · d2 alfiere del bianco · f2 pedone del bianco · a1 torre del bianco · d1 donna del bianco · e1 re del bianco · h1 torre del bianco | a8 torre del nero · d8 donna del nero · e8 re del nero · h8 torre del nero · a7 pedone del nero · b7 pedone del nero · c7 pedone del nero · f7 pedone del nero · g7 pedone del nero · h7 pedone del nero · d6 pedone del nero · f6 cavallo del nero · b5 alfiere del bianco · d5 pedone del bianco · e5 pedone del nero · h5 alfiere del nero · a4 pedone del bianco · b4 alfiere del nero · e4 pedone del bianco · h4 pedone del bianco · c3 cavallo del bianco · f3 pedone del bianco · b2 pedone del bianco · c2 pedone del bianco · d2 alfiere del bianco · f2 pedone del bianco · a1 torre del bianco · d1 donna del bianco · e1 re del bianco · h1 torre del bianco | a8 torre del nero · d8 donna del nero · e8 re del nero · h8 torre del nero · a7 pedone del nero · b7 pedone del nero · c7 pedone del nero · f7 pedone del nero · g7 pedone del nero · h7 pedone del nero · d6 pedone del nero · f6 cavallo del nero · b5 alfiere del bianco · d5 pedone del bianco · e5 pedone del nero · h5 alfiere del nero · a4 pedone del bianco · b4 alfiere del nero · e4 pedone del bianco · h4 pedone del bianco · c3 cavallo del bianco · f3 pedone del bianco · b2 pedone del bianco · c2 pedone del bianco · d2 alfiere del bianco · f2 pedone del bianco · a1 torre del bianco · d1 donna del bianco · e1 re del bianco · h1 torre del bianco | a8 torre del nero · d8 donna del nero · e8 re del nero · h8 torre del nero · a7 pedone del nero · b7 pedone del nero · c7 pedone del nero · f7 pedone del nero · g7 pedone del nero · h7 pedone del nero · d6 pedone del nero · f6 cavallo del nero · b5 alfiere del bianco · d5 pedone del bianco · e5 pedone del nero · h5 alfiere del nero · a4 pedone del bianco · b4 alfiere del nero · e4 pedone del bianco · h4 pedone del bianco · c3 cavallo del bianco · f3 pedone del bianco · b2 pedone del bianco · c2 pedone del bianco · d2 alfiere del bianco · f2 pedone del bianco · a1 torre del bianco · d1 donna del bianco · e1 re del bianco · h1 torre del bianco | a8 torre del nero · d8 donna del nero · e8 re del nero · h8 torre del nero · a7 pedone del nero · b7 pedone del nero · c7 pedone del nero · f7 pedone del nero · g7 pedone del nero · h7 pedone del nero · d6 pedone del nero · f6 cavallo del nero · b5 alfiere del bianco · d5 pedone del bianco · e5 pedone del nero · h5 alfiere del nero · a4 pedone del bianco · b4 alfiere del nero · e4 pedone del bianco · h4 pedone del bianco · c3 cavallo del bianco · f3 pedone del bianco · b2 pedone del bianco · c2 pedone del bianco · d2 alfiere del bianco · f2 pedone del bianco · a1 torre del bianco · d1 donna del bianco · e1 re del bianco · h1 torre del bianco | a8 torre del nero · d8 donna del nero · e8 re del nero · h8 torre del nero · a7 pedone del nero · b7 pedone del nero · c7 pedone del nero · f7 pedone del nero · g7 pedone del nero · h7 pedone del nero · d6 pedone del nero · f6 cavallo del nero · b5 alfiere del bianco · d5 pedone del bianco · e5 pedone del nero · h5 alfiere del nero · a4 pedone del bianco · b4 alfiere del nero · e4 pedone del bianco · h4 pedone del bianco · c3 cavallo del bianco · f3 pedone del bianco · b2 pedone del bianco · c2 pedone del bianco · d2 alfiere del bianco · f2 pedone del bianco · a1 torre del bianco · d1 donna del bianco · e1 re del bianco · h1 torre del bianco | 4 |
| 3 | a8 torre del nero · d8 donna del nero · e8 re del nero · h8 torre del nero · a7 pedone del nero · b7 pedone del nero · c7 pedone del nero · f7 pedone del nero · g7 pedone del nero · h7 pedone del nero · d6 pedone del nero · f6 cavallo del nero · b5 alfiere del bianco · d5 pedone del bianco · e5 pedone del nero · h5 alfiere del nero · a4 pedone del bianco · b4 alfiere del nero · e4 pedone del bianco · h4 pedone del bianco · c3 cavallo del bianco · f3 pedone del bianco · b2 pedone del bianco · c2 pedone del bianco · d2 alfiere del bianco · f2 pedone del bianco · a1 torre del bianco · d1 donna del bianco · e1 re del bianco · h1 torre del bianco | a8 torre del nero · d8 donna del nero · e8 re del nero · h8 torre del nero · a7 pedone del nero · b7 pedone del nero · c7 pedone del nero · f7 pedone del nero · g7 pedone del nero · h7 pedone del nero · d6 pedone del nero · f6 cavallo del nero · b5 alfiere del bianco · d5 pedone del bianco · e5 pedone del nero · h5 alfiere del nero · a4 pedone del bianco · b4 alfiere del nero · e4 pedone del bianco · h4 pedone del bianco · c3 cavallo del bianco · f3 pedone del bianco · b2 pedone del bianco · c2 pedone del bianco · d2 alfiere del bianco · f2 pedone del bianco · a1 torre del bianco · d1 donna del bianco · e1 re del bianco · h1 torre del bianco | a8 torre del nero · d8 donna del nero · e8 re del nero · h8 torre del nero · a7 pedone del nero · b7 pedone del nero · c7 pedone del nero · f7 pedone del nero · g7 pedone del nero · h7 pedone del nero · d6 pedone del nero · f6 cavallo del nero · b5 alfiere del bianco · d5 pedone del bianco · e5 pedone del nero · h5 alfiere del nero · a4 pedone del bianco · b4 alfiere del nero · e4 pedone del bianco · h4 pedone del bianco · c3 cavallo del bianco · f3 pedone del bianco · b2 pedone del bianco · c2 pedone del bianco · d2 alfiere del bianco · f2 pedone del bianco · a1 torre del bianco · d1 donna del bianco · e1 re del bianco · h1 torre del bianco | a8 torre del nero · d8 donna del nero · e8 re del nero · h8 torre del nero · a7 pedone del nero · b7 pedone del nero · c7 pedone del nero · f7 pedone del nero · g7 pedone del nero · h7 pedone del nero · d6 pedone del nero · f6 cavallo del nero · b5 alfiere del bianco · d5 pedone del bianco · e5 pedone del nero · h5 alfiere del nero · a4 pedone del bianco · b4 alfiere del nero · e4 pedone del bianco · h4 pedone del bianco · c3 cavallo del bianco · f3 pedone del bianco · b2 pedone del bianco · c2 pedone del bianco · d2 alfiere del bianco · f2 pedone del bianco · a1 torre del bianco · d1 donna del bianco · e1 re del bianco · h1 torre del bianco | a8 torre del nero · d8 donna del nero · e8 re del nero · h8 torre del nero · a7 pedone del nero · b7 pedone del nero · c7 pedone del nero · f7 pedone del nero · g7 pedone del nero · h7 pedone del nero · d6 pedone del nero · f6 cavallo del nero · b5 alfiere del bianco · d5 pedone del bianco · e5 pedone del nero · h5 alfiere del nero · a4 pedone del bianco · b4 alfiere del nero · e4 pedone del bianco · h4 pedone del bianco · c3 cavallo del bianco · f3 pedone del bianco · b2 pedone del bianco · c2 pedone del bianco · d2 alfiere del bianco · f2 pedone del bianco · a1 torre del bianco · d1 donna del bianco · e1 re del bianco · h1 torre del bianco | a8 torre del nero · d8 donna del nero · e8 re del nero · h8 torre del nero · a7 pedone del nero · b7 pedone del nero · c7 pedone del nero · f7 pedone del nero · g7 pedone del nero · h7 pedone del nero · d6 pedone del nero · f6 cavallo del nero · b5 alfiere del bianco · d5 pedone del bianco · e5 pedone del nero · h5 alfiere del nero · a4 pedone del bianco · b4 alfiere del nero · e4 pedone del bianco · h4 pedone del bianco · c3 cavallo del bianco · f3 pedone del bianco · b2 pedone del bianco · c2 pedone del bianco · d2 alfiere del bianco · f2 pedone del bianco · a1 torre del bianco · d1 donna del bianco · e1 re del bianco · h1 torre del bianco | a8 torre del nero · d8 donna del nero · e8 re del nero · h8 torre del nero · a7 pedone del nero · b7 pedone del nero · c7 pedone del nero · f7 pedone del nero · g7 pedone del nero · h7 pedone del nero · d6 pedone del nero · f6 cavallo del nero · b5 alfiere del bianco · d5 pedone del bianco · e5 pedone del nero · h5 alfiere del nero · a4 pedone del bianco · b4 alfiere del nero · e4 pedone del bianco · h4 pedone del bianco · c3 cavallo del bianco · f3 pedone del bianco · b2 pedone del bianco · c2 pedone del bianco · d2 alfiere del bianco · f2 pedone del bianco · a1 torre del bianco · d1 donna del bianco · e1 re del bianco · h1 torre del bianco | a8 torre del nero · d8 donna del nero · e8 re del nero · h8 torre del nero · a7 pedone del nero · b7 pedone del nero · c7 pedone del nero · f7 pedone del nero · g7 pedone del nero · h7 pedone del nero · d6 pedone del nero · f6 cavallo del nero · b5 alfiere del bianco · d5 pedone del bianco · e5 pedone del nero · h5 alfiere del nero · a4 pedone del bianco · b4 alfiere del nero · e4 pedone del bianco · h4 pedone del bianco · c3 cavallo del bianco · f3 pedone del bianco · b2 pedone del bianco · c2 pedone del bianco · d2 alfiere del bianco · f2 pedone del bianco · a1 torre del bianco · d1 donna del bianco · e1 re del bianco · h1 torre del bianco | 3 |
| 2 | a8 torre del nero · d8 donna del nero · e8 re del nero · h8 torre del nero · a7 pedone del nero · b7 pedone del nero · c7 pedone del nero · f7 pedone del nero · g7 pedone del nero · h7 pedone del nero · d6 pedone del nero · f6 cavallo del nero · b5 alfiere del bianco · d5 pedone del bianco · e5 pedone del nero · h5 alfiere del nero · a4 pedone del bianco · b4 alfiere del nero · e4 pedone del bianco · h4 pedone del bianco · c3 cavallo del bianco · f3 pedone del bianco · b2 pedone del bianco · c2 pedone del bianco · d2 alfiere del bianco · f2 pedone del bianco · a1 torre del bianco · d1 donna del bianco · e1 re del bianco · h1 torre del bianco | a8 torre del nero · d8 donna del nero · e8 re del nero · h8 torre del nero · a7 pedone del nero · b7 pedone del nero · c7 pedone del nero · f7 pedone del nero · g7 pedone del nero · h7 pedone del nero · d6 pedone del nero · f6 cavallo del nero · b5 alfiere del bianco · d5 pedone del bianco · e5 pedone del nero · h5 alfiere del nero · a4 pedone del bianco · b4 alfiere del nero · e4 pedone del bianco · h4 pedone del bianco · c3 cavallo del bianco · f3 pedone del bianco · b2 pedone del bianco · c2 pedone del bianco · d2 alfiere del bianco · f2 pedone del bianco · a1 torre del bianco · d1 donna del bianco · e1 re del bianco · h1 torre del bianco | a8 torre del nero · d8 donna del nero · e8 re del nero · h8 torre del nero · a7 pedone del nero · b7 pedone del nero · c7 pedone del nero · f7 pedone del nero · g7 pedone del nero · h7 pedone del nero · d6 pedone del nero · f6 cavallo del nero · b5 alfiere del bianco · d5 pedone del bianco · e5 pedone del nero · h5 alfiere del nero · a4 pedone del bianco · b4 alfiere del nero · e4 pedone del bianco · h4 pedone del bianco · c3 cavallo del bianco · f3 pedone del bianco · b2 pedone del bianco · c2 pedone del bianco · d2 alfiere del bianco · f2 pedone del bianco · a1 torre del bianco · d1 donna del bianco · e1 re del bianco · h1 torre del bianco | a8 torre del nero · d8 donna del nero · e8 re del nero · h8 torre del nero · a7 pedone del nero · b7 pedone del nero · c7 pedone del nero · f7 pedone del nero · g7 pedone del nero · h7 pedone del nero · d6 pedone del nero · f6 cavallo del nero · b5 alfiere del bianco · d5 pedone del bianco · e5 pedone del nero · h5 alfiere del nero · a4 pedone del bianco · b4 alfiere del nero · e4 pedone del bianco · h4 pedone del bianco · c3 cavallo del bianco · f3 pedone del bianco · b2 pedone del bianco · c2 pedone del bianco · d2 alfiere del bianco · f2 pedone del bianco · a1 torre del bianco · d1 donna del bianco · e1 re del bianco · h1 torre del bianco | a8 torre del nero · d8 donna del nero · e8 re del nero · h8 torre del nero · a7 pedone del nero · b7 pedone del nero · c7 pedone del nero · f7 pedone del nero · g7 pedone del nero · h7 pedone del nero · d6 pedone del nero · f6 cavallo del nero · b5 alfiere del bianco · d5 pedone del bianco · e5 pedone del nero · h5 alfiere del nero · a4 pedone del bianco · b4 alfiere del nero · e4 pedone del bianco · h4 pedone del bianco · c3 cavallo del bianco · f3 pedone del bianco · b2 pedone del bianco · c2 pedone del bianco · d2 alfiere del bianco · f2 pedone del bianco · a1 torre del bianco · d1 donna del bianco · e1 re del bianco · h1 torre del bianco | a8 torre del nero · d8 donna del nero · e8 re del nero · h8 torre del nero · a7 pedone del nero · b7 pedone del nero · c7 pedone del nero · f7 pedone del nero · g7 pedone del nero · h7 pedone del nero · d6 pedone del nero · f6 cavallo del nero · b5 alfiere del bianco · d5 pedone del bianco · e5 pedone del nero · h5 alfiere del nero · a4 pedone del bianco · b4 alfiere del nero · e4 pedone del bianco · h4 pedone del bianco · c3 cavallo del bianco · f3 pedone del bianco · b2 pedone del bianco · c2 pedone del bianco · d2 alfiere del bianco · f2 pedone del bianco · a1 torre del bianco · d1 donna del bianco · e1 re del bianco · h1 torre del bianco | a8 torre del nero · d8 donna del nero · e8 re del nero · h8 torre del nero · a7 pedone del nero · b7 pedone del nero · c7 pedone del nero · f7 pedone del nero · g7 pedone del nero · h7 pedone del nero · d6 pedone del nero · f6 cavallo del nero · b5 alfiere del bianco · d5 pedone del bianco · e5 pedone del nero · h5 alfiere del nero · a4 pedone del bianco · b4 alfiere del nero · e4 pedone del bianco · h4 pedone del bianco · c3 cavallo del bianco · f3 pedone del bianco · b2 pedone del bianco · c2 pedone del bianco · d2 alfiere del bianco · f2 pedone del bianco · a1 torre del bianco · d1 donna del bianco · e1 re del bianco · h1 torre del bianco | a8 torre del nero · d8 donna del nero · e8 re del nero · h8 torre del nero · a7 pedone del nero · b7 pedone del nero · c7 pedone del nero · f7 pedone del nero · g7 pedone del nero · h7 pedone del nero · d6 pedone del nero · f6 cavallo del nero · b5 alfiere del bianco · d5 pedone del bianco · e5 pedone del nero · h5 alfiere del nero · a4 pedone del bianco · b4 alfiere del nero · e4 pedone del bianco · h4 pedone del bianco · c3 cavallo del bianco · f3 pedone del bianco · b2 pedone del bianco · c2 pedone del bianco · d2 alfiere del bianco · f2 pedone del bianco · a1 torre del bianco · d1 donna del bianco · e1 re del bianco · h1 torre del bianco | 2 |
| 1 | a8 torre del nero · d8 donna del nero · e8 re del nero · h8 torre del nero · a7 pedone del nero · b7 pedone del nero · c7 pedone del nero · f7 pedone del nero · g7 pedone del nero · h7 pedone del nero · d6 pedone del nero · f6 cavallo del nero · b5 alfiere del bianco · d5 pedone del bianco · e5 pedone del nero · h5 alfiere del nero · a4 pedone del bianco · b4 alfiere del nero · e4 pedone del bianco · h4 pedone del bianco · c3 cavallo del bianco · f3 pedone del bianco · b2 pedone del bianco · c2 pedone del bianco · d2 alfiere del bianco · f2 pedone del bianco · a1 torre del bianco · d1 donna del bianco · e1 re del bianco · h1 torre del bianco | a8 torre del nero · d8 donna del nero · e8 re del nero · h8 torre del nero · a7 pedone del nero · b7 pedone del nero · c7 pedone del nero · f7 pedone del nero · g7 pedone del nero · h7 pedone del nero · d6 pedone del nero · f6 cavallo del nero · b5 alfiere del bianco · d5 pedone del bianco · e5 pedone del nero · h5 alfiere del nero · a4 pedone del bianco · b4 alfiere del nero · e4 pedone del bianco · h4 pedone del bianco · c3 cavallo del bianco · f3 pedone del bianco · b2 pedone del bianco · c2 pedone del bianco · d2 alfiere del bianco · f2 pedone del bianco · a1 torre del bianco · d1 donna del bianco · e1 re del bianco · h1 torre del bianco | a8 torre del nero · d8 donna del nero · e8 re del nero · h8 torre del nero · a7 pedone del nero · b7 pedone del nero · c7 pedone del nero · f7 pedone del nero · g7 pedone del nero · h7 pedone del nero · d6 pedone del nero · f6 cavallo del nero · b5 alfiere del bianco · d5 pedone del bianco · e5 pedone del nero · h5 alfiere del nero · a4 pedone del bianco · b4 alfiere del nero · e4 pedone del bianco · h4 pedone del bianco · c3 cavallo del bianco · f3 pedone del bianco · b2 pedone del bianco · c2 pedone del bianco · d2 alfiere del bianco · f2 pedone del bianco · a1 torre del bianco · d1 donna del bianco · e1 re del bianco · h1 torre del bianco | a8 torre del nero · d8 donna del nero · e8 re del nero · h8 torre del nero · a7 pedone del nero · b7 pedone del nero · c7 pedone del nero · f7 pedone del nero · g7 pedone del nero · h7 pedone del nero · d6 pedone del nero · f6 cavallo del nero · b5 alfiere del bianco · d5 pedone del bianco · e5 pedone del nero · h5 alfiere del nero · a4 pedone del bianco · b4 alfiere del nero · e4 pedone del bianco · h4 pedone del bianco · c3 cavallo del bianco · f3 pedone del bianco · b2 pedone del bianco · c2 pedone del bianco · d2 alfiere del bianco · f2 pedone del bianco · a1 torre del bianco · d1 donna del bianco · e1 re del bianco · h1 torre del bianco | a8 torre del nero · d8 donna del nero · e8 re del nero · h8 torre del nero · a7 pedone del nero · b7 pedone del nero · c7 pedone del nero · f7 pedone del nero · g7 pedone del nero · h7 pedone del nero · d6 pedone del nero · f6 cavallo del nero · b5 alfiere del bianco · d5 pedone del bianco · e5 pedone del nero · h5 alfiere del nero · a4 pedone del bianco · b4 alfiere del nero · e4 pedone del bianco · h4 pedone del bianco · c3 cavallo del bianco · f3 pedone del bianco · b2 pedone del bianco · c2 pedone del bianco · d2 alfiere del bianco · f2 pedone del bianco · a1 torre del bianco · d1 donna del bianco · e1 re del bianco · h1 torre del bianco | a8 torre del nero · d8 donna del nero · e8 re del nero · h8 torre del nero · a7 pedone del nero · b7 pedone del nero · c7 pedone del nero · f7 pedone del nero · g7 pedone del nero · h7 pedone del nero · d6 pedone del nero · f6 cavallo del nero · b5 alfiere del bianco · d5 pedone del bianco · e5 pedone del nero · h5 alfiere del nero · a4 pedone del bianco · b4 alfiere del nero · e4 pedone del bianco · h4 pedone del bianco · c3 cavallo del bianco · f3 pedone del bianco · b2 pedone del bianco · c2 pedone del bianco · d2 alfiere del bianco · f2 pedone del bianco · a1 torre del bianco · d1 donna del bianco · e1 re del bianco · h1 torre del bianco | a8 torre del nero · d8 donna del nero · e8 re del nero · h8 torre del nero · a7 pedone del nero · b7 pedone del nero · c7 pedone del nero · f7 pedone del nero · g7 pedone del nero · h7 pedone del nero · d6 pedone del nero · f6 cavallo del nero · b5 alfiere del bianco · d5 pedone del bianco · e5 pedone del nero · h5 alfiere del nero · a4 pedone del bianco · b4 alfiere del nero · e4 pedone del bianco · h4 pedone del bianco · c3 cavallo del bianco · f3 pedone del bianco · b2 pedone del bianco · c2 pedone del bianco · d2 alfiere del bianco · f2 pedone del bianco · a1 torre del bianco · d1 donna del bianco · e1 re del bianco · h1 torre del bianco | a8 torre del nero · d8 donna del nero · e8 re del nero · h8 torre del nero · a7 pedone del nero · b7 pedone del nero · c7 pedone del nero · f7 pedone del nero · g7 pedone del nero · h7 pedone del nero · d6 pedone del nero · f6 cavallo del nero · b5 alfiere del bianco · d5 pedone del bianco · e5 pedone del nero · h5 alfiere del nero · a4 pedone del bianco · b4 alfiere del nero · e4 pedone del bianco · h4 pedone del bianco · c3 cavallo del bianco · f3 pedone del bianco · b2 pedone del bianco · c2 pedone del bianco · d2 alfiere del bianco · f2 pedone del bianco · a1 torre del bianco · d1 donna del bianco · e1 re del bianco · h1 torre del bianco | 1 |
|   | a | b | c | d | e | f | g | h |   |

Turochamp è un software scacchistico sviluppato nel 1948 da Alan Turing e David Gawen Champernowne. I due scrissero soltanto l'algoritmo su carta, non avendo ancora una macchina su cui poterlo programmare. L'algoritmo originale è andato perduto, ma è stato approssimativamente ricostruito nel 2012 grazie a testimonianze lasciate da Champernowne.
Nel 1952 Turochamp giocò una partita contro un collega di Turing, Alick Glennie, vinta da quest'ultimo. I calcoli per determinare le mosse vennero fatti manualmente da Turing seguendo l'algoritmo. Nel 2012 si è tenuto un incontro tra Turochamp ricostruito e Garri Kasparov, terminato con la vittoria dello scacchista russo.